# Amphinemura sinensis
Amphinemura sinensis är en bäcksländeart som först beskrevs av Wu, C.F. 1926.  Amphinemura sinensis ingår i släktet Amphinemura och familjen kryssbäcksländor. Inga underarter finns listade i Catalogue of Life.